# Foreign Affairs (album)
Foreign Affairs è il quinto album del cantautore statunitense Tom Waits.

## Tracce
Testi e musiche di Tom Waits, eccetto dove indicato.
1. Cinny's Waltz (strumentale) – 2:17
2. Muriel – 3:33
3. I Never Talk to Strangers – 3:38
4. Medley: Jack & Neal/California, Here I Come – 5:01 – (California, Here I Come composta da Joseph Meyer, Al Jolson e Buddy De Sylva)
5. A Sight For Sore Eyes – 4:40
6. Potter's Field – 8:40 (musica: Bob Alcivar)
7. Burma-Shave – 6:34
8. Barber Shop – 3:54
9. Foreign Affair – 3:46